# Студінська Галина Яківна
Студінська Галина Яківна — український вчений-економіст, кандидат економічних наук (1991), доктор економічних наук (2017), головний науковий співробітник відділу фінансової політики Державного науково-дослідного інституту інформатизації та моделювання економіки (ДНДІІМЕ),  директор Науково-дослідного навчального центру «ПринцепС» (з 2002 р. по д.ч.)

## Біографія
Випускниця фінансово-економічного факультету Одеського інституту народного господарства 1985 року.  
Червоний диплом. 
1985-1988 - Економіст, старший економіст  фінансового відділу Рівненського міськвиконкому. 
1988-1991 - Навчання в аспірантурі ОІНГ. 
1991 - Захистила достроково дисертацію на тему «Фінансові методи управлінн природокористуванням». 
1991—1996 рр. - Працювала в Малинському міському виконкомі. Створила перший економіко-екологічний відділ та міський екологічний бюджет. 
1996-1998 рр. - Працювала на ВАТ "Малинська паперова фабрика". Сформувала та очолила відділ маркетингу. 
1998 - 1999 - Генеральний директор ТД "МАКСИМ", м. Маріуполь.. 
1999-2001 - Начальник відділу збуту та маркетингу ТОВ «Спецмеблі», м.Київ 
2001-2004 - Директор з маркетингу та збуту ТОВ "Поступ і Капітал". 
2004-2007 -Заступник фінансового директора видавництва «Автоцентр», директор та співзасновник газети "БАЗАР". 
2007-2009 - Директор з маркетингу ТОВ "ТЕБА".
2009-2011 - Начальник відділу маркетингу та збуту  ДП "ЗОРЯ".
2011 -2014 - Заступник генерального директора з комерційних питань ПАТ "Київспецбуд".
У 2014—2017 рр. - Навчання в докторантурі НДІ МЕРТУ.
В 2017 р. - Захистила достроково докторську дисертацію на тему «Теоретико-методологічні засади брендингу в системі управління конкурентоспроможністю національної економіки» зі спеціальності 08.00.03 «Економіка та управління національним господарством».
У 2018—2020 рр. - Працювала у Київському національному торговельно-економічному університеті.
2020 по д.ч. - Головний науковий співробітник ДНДІІМЕ МЕРТУ, директор НДНЦ "ПринцепС".
Головний редактор фахового збірника рівня Б «Формування ринкових відносин в Україні», ДНДІІМЕ;
Рецензент наукового збірника «Baltic Journal of Economic Studies», Web of science; 
Рецензент наукового збірника «Economics, Law and Policy», USA;
Рецензент наукового збірника "Фінансово-кредитна діяльність. Проблеми теорії та практики", рівень "А".

## Творчий доробок
Автор понад 200 наукових та науково-популярних публікацій. 
У її творчому доробку 5 особистих монографій: 
1.«Five Secrets of the success of branding economy» 2019 p., 
2. «БОНЭ: Бренд-ориентированная национальная экономика», 2018 р., 
3. «Бренд у національній економіці України», 2016 р. (Свідоцтво про реєстрацію авторського права на твір № 76269 від 25.01.2018), 
4. «Бренд: Долаючи час та простір», 2014 р., 
5. «Любовный треугольник: бизнес-планирование, маркетинг, бренд», 2011 р.;
Більше 10  колективних монографій;
понад 30 праць англійською мовою, більше 100 статей у фахових збірниках. 
У 2020 році розробила авторський курс «Брендинг у зовнішньоекономічній діяльності підприємства» з усіма методичними матеріалами (П, РП, СРС, ОКЛ, Тести та навчальний посібник українською та. англійською мовами).

## Нагороди
Пам'ятна відзнака  ім.  М. Сікорського, 2016;
Відзнака «За професійність», 2017 р.;
Відзнака «За плідну співпрацю», 2019 р.;
Орден «За розбудову країни» 2019 р. ;
Орден «Сила жінок», 2019 р.;
Орден  «Слава України», 2020 р.
Орден Матері, 2021
Відзнака "За самовіддане служіння науці", 2021 р.
Лауреат Всеукраїнської літературної премії імені ВасиляСкуратівського (2024 р.)
Лауреат Всеукраїнської літературної премії імені Івана Сльоти (2024 р.)